# Sophie Choudry
Sophie Choudry, de son vrai nom Sophia Choudry (née le 8 février 1980 à Manchester) est une actrice et chanteuse britannique faisant carrière en Inde, dans la langue hindi.

## Biographie
D'origine indienne, Sophie Choudry naît et grandit à Manchester. Son père est un grand fan de Sophia Loren et donne ce prénom à sa fille. Elle a un frère aîné.
Choudry étudie à la London School of Economics, où elle est diplômée en politique européenne et en français et médaillé d'or de la London Academy of Music and Dramatic Art. En outre, elle étudie pendant près de deux ans à l'Institut d'études politiques de Paris. En parallèle de ses études, Choudry est vidéo-jockey pour Zee UK.
Elle suit quelques cours de danse classique de l'Inde comme le bharata natyam, qu'elle apprend à Londres pendant quatre ans, ainsi que des danses occidentales comme la salsa. Elle est formée à la musique classique occidentale pendant trois ans au Royaume-Uni auprès de Helena Shenel, ainsi qu'à la musique classique indienne, auprès du pandit Ashkaran Sharma.
Elle cite Madonna parmi ses sources d'inspirations.

## Carrière
Elle commence sa carrière sur Zee TV UK en 1996 en présentant Your Zindagi. Elle présente Zee Top 10, une émission de classement au Royaume-Uni avant de lancer sa propre carrière dans la musique.
À 12 ans, son talent est découvert par le célèbre directeur musical Biddu, qui lance sa carrière musicale. Elle est d'abord choriste pour des chanteurs de playback comme Shweta Shetty et Alisha Chinai.
En 2000, Choudry commence sa carrière de chanteuse pop au sein d'un girls band Sansara avec une chanson que Choudry a elle-même écrite (Yeh Dil Sun Raha Hai). Très vite, le groupe se sépare, Choudry se lance seule, avec les clips Habibi' et Le Le Mera Dil en 2001.
Choudry déménage à Bombay en 2002, devenant VJ pour MTV India et animant l'émission MTV Loveline, avec laquelle elle devient populaire.
En décembre 2009, Choudry lance son album Sound of Sophie, qui contient uniquement des chansons originales avec des compositeurs tels que Rishi Rich, Bappi Lahiri, Biddu et Gaurav Das Gupta. Le lancement de cet album marque son association avec la marque de mode indienne MADAME, dont elle est la première ambassadrice.

## Discographie
- Yeh Dil Sun Raha Hai (2000) avec Sansara
- Le Le Mera Dil (2001)
- Sophie & Dr. Love (2003)
- Baby Love - Sophie (2004)
- Sound of Sophie (2009)
- Hungama Ho Gaya (2013) (single et compilation)
- Do You Know Baby (2015)
- Aaj Naiyo Sauna (2019) avec Manj Musik

## Filmographie
| Année | Film                                 | Rôle            | Notes             |
| ----- | ------------------------------------ | --------------- | ----------------- |
| 2005  | Kyaa Kool Hai Hum                    |                 |                   |
| 2005  | Shaadi No. 1                         | Dimple Kothari  |                   |
| 2006  | Pyaar Ke Side Effects                | Tanya           |                   |
| 2006  | I See You                            | Dilnaaz Bagga   |                   |
| 2007  | Heyy Babyy                           | Elle-même       | Simple apparition |
| 2007  | Aggar                                | Nisha Raval     |                   |
| 2007  | Speed                                | Monica Monteiro |                   |
| 2008  | Money Hai Toh Honey Hai              | Elle-même       | Simple apparition |
| 2008  | Kidnap                               | Elle-même       | Simple apparition |
| 2009  | Aa Dekhen Zara                       | Bindiya Avasti  |                   |
| 2009  | Daddy Cool                           | Ayesha          |                   |
| 2009  | Chintu Ji                            | Menka           |                   |
| 2011  | Vedi                                 | Elle-même       | Simple apparition |
| 2013  | Shootout at Wadala                   | Elle-même       | Simple apparition |
| 2013  | Once Upon ay Time in Mumbai Dobaara! | Mrs. Dixit      |                   |
| 2014  | 1: Nenokkadine                       |                 | Simple apparition |

## Source de la traduction
- (en) Cet article est partiellement ou en totalité issu de l’article de Wikipédia en anglais intitulé « Sophie Choudry » (voir la liste des auteurs).